# Hermandad de la Lanzada (Jerez)
La Fervorosa y Carmelitana Hermandad y Cofradía de Nazarenos de la Sagrada Lanzada de Nuestro Señor Jesucristo, María Santísima de Gracia y Esperanza y Nuestra Señora del Buen Fin es una cofradía católica que procesiona en la Semana Santa en Jerez de la Frontera, dicha hermandad lo hace en la tarde noche del Jueves Santo y es una hermandad respaldada por la Orden Carmelita.

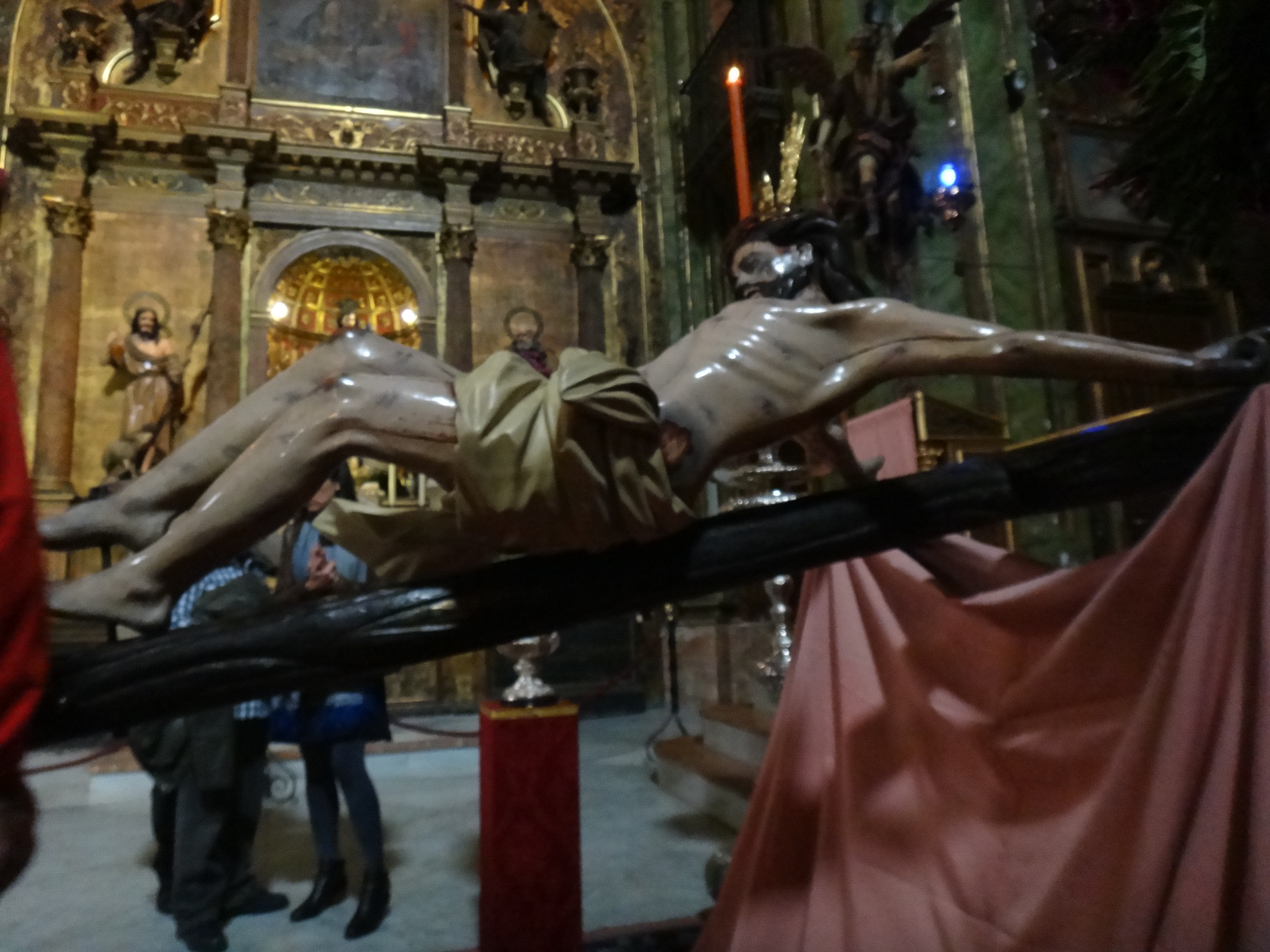
Besapies

## Historia
Las primeras noticias del culto a la Imagen del Cristo por parte de la Comunidad de Padres Carmelitas datan del año 1939. Durante la Guerra Civil Española el convento fue asaltado y la Imagen del Crucificado atacada, fue intentada derribar mediante sogas que ataron a los brazos de la cruz, la cual se mantuvo firme, y no cayó ante el ataque.
Fue fundada el 7 de enero de 1948 por estudiantes de la Escuela de Comercio (por eso a esta hermandad se le llama popularmente "Los Estudiantes"). El 9 de febrero de 1949 se aprueban las primeras reglas, siendo la primera Salida Procesional el Jueves Santo de ese mismo año.
En 1984 la Imagen del Santísimo Cristo de La Lanzada es restaurada por Isaac Navarrete Álvarez y Rosario Martínez Lorente, restaurando también la imagen de María Santísima de Gracia y Esperanza dos años después. Desde el 13 de diciembre de 1985 a las Imágenes Titulares de la Hermandad se les rinde culto en la Capilla de Cristo Rey de la Basílica.
En el mes de mayo de 1998 las Imágenes fueron trasladadas a la iglesia de Santo Domingo, debido a las obras que se realizaron en la Basílica del Carmen, regresando a la conclusión de estas en el mes de septiembre. En 2000 participa la Hermandad en la Procesión Magna celebrada el sábado Santo.
Actualmente la hermandad cuenta con tres titulares, tras añadirse Nuestra Señora del Buen Fin.

## Túnica
La túnica está basada en el hábito carmelita, y consta de: túnica de cola, escapulario y antifaz marrón, con correa de cuero, sandalias y calcetines de color negro.
Esta hermandad a lo largo de su historia a contando con diversas túnicas, completamente blanca de cola; túnica y escapulario marrón, con capa y antifaz de color blanco; y túnica de cola y antifaz marrón y cinturón de esparto.

## Paso
El único paso de la cofradía muestra el momento en que Longinos, a caballo, atraviesa el costado de Jesús con una lanza, para comprobar así que estaba muerto y no quebrarle las piernas (esta figura y el caballo que se modificaron en 2000 volvieron poco después a las tallas originales). En el paso aparecen también, María Santísima de Gracia y Esperanza, junto a San Juan y María Magdalena.

## Sede
La Basílica Menor de Nuestra Señora del Carmen Coronada de Jerez de la Frontera es una iglesia conventual, perteneciente a la segunda mitad del siglo XVII. Se encuentra en el barrio de San Dionisio, muy cerca de la plaza Plateros.

## Paso por Carrera Oficial
| Predecesor: La Redención | Orden de entrada en Carrera Oficial (Jueves Santo) 3º lugar | Sucesor: Humildad y Paciencia |